# Dom Joaquim
Dom Joaquim är en kommun i Brasilien.   Den ligger i delstaten Minas Gerais, i den sydöstra delen av landet, 600 km sydost om huvudstaden Brasília. Antalet invånare är 4 535.
Omgivningarna runt Dom Joaquim är huvudsakligen savann. Runt Dom Joaquim är det glesbefolkat, med 12 invånare per kvadratkilometer.